# Капусен
Капусен (на нидерландски: Capucijn, известна и като Budels Capucijn), е марка холандска абатска бира, тип ейл, произведена и бутилирана в пивоварната „Budelse Brouwerij“ в гр. Будел, община Кранендонк, провинция Северен Брабант, Южна Нидерландия.
Пивоварната „Budelse Brouwerij“е създадена през 1870 г. От 1882 г. до 1891 г. в Будел има манастир на френски монаси – капуцини. В тяхна чест пивоварната започва производство на абатската бира „Capucijn“.
Capucijn е тъмна дубъл бира с алкохолно съдържание 6,5 %. Отличава се с рубинено-кафеникав цвят, с мек вкус и богат аромат на стафиди, карамел и кафява захар, със сладък послевкус.